# Hedsor House

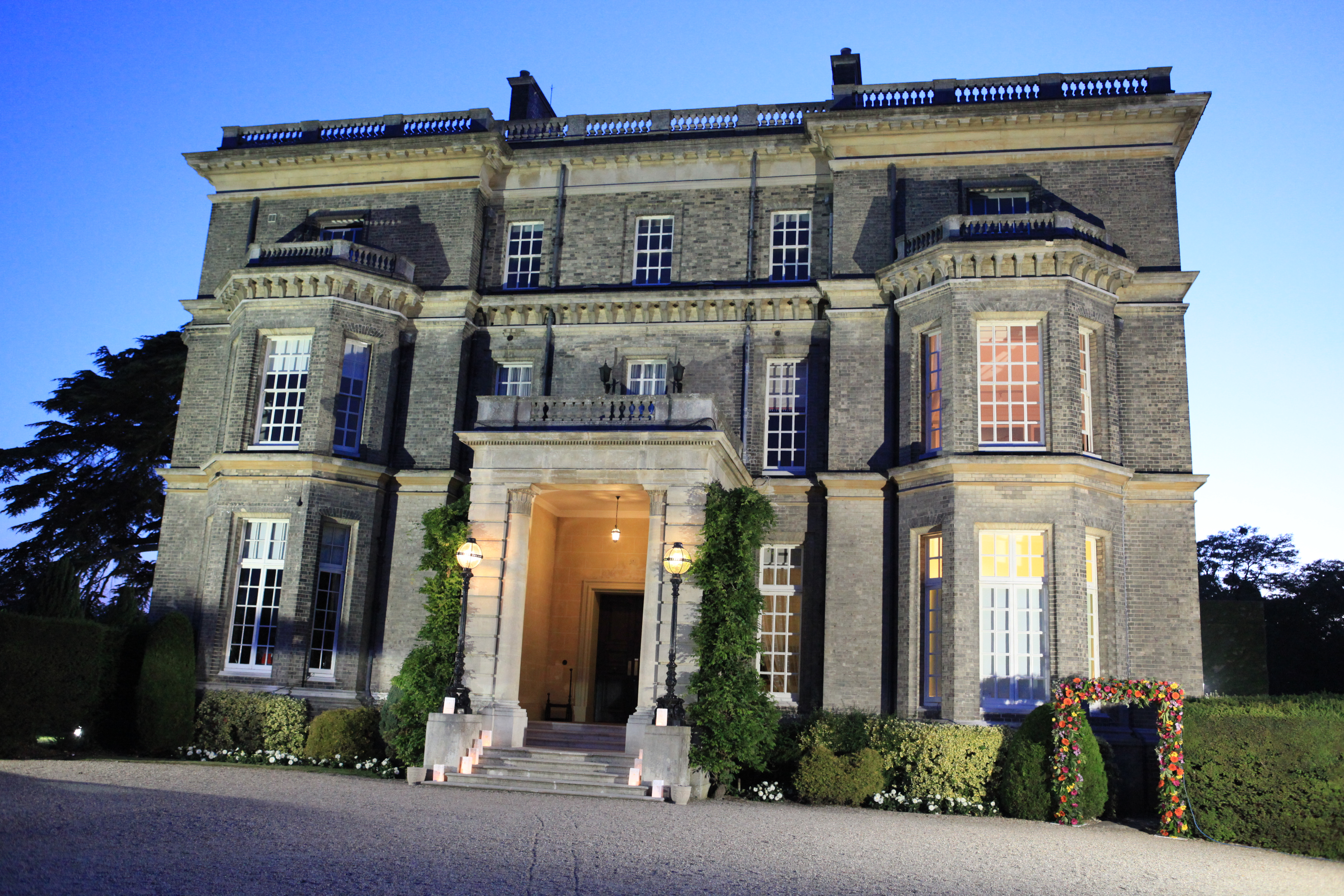
Hedsor House

Hedsor House ist ein im georgianischen Stil errichtetes Herrenhaus in Hedsor, Buckinghamshire, England. Das Haus überblickt die Themse. Die Geschichte des Hauses geht zurück bis in das Jahr 1166, als es der Familie Hedsor gehörte. Im 18. Jahrhundert war es der Wohnsitz von Prinzessin Augusta. Es ist das Beecham House im Film Quartet.
Räume in Hedsor House wurden auch für Szenen in dem Film Mortdecai benutzt.

## Geschichte
Zur Zeit von Prinzessin Augusta wurde das Haus oft vom König und der Königin aus Windsor besucht. Ab 1764 war es im Besitz von William Irby, 1. Baron Boston. Das Haus wurde von William Chambers, für Georg III. und Königin Charlotte gebaut, die den Ort wegen seiner Lage hoch über der Themse auswählten. 1795 wurde das Haus schwer durch Feuer beschädigt und der Neubau wurde 1868 fertiggestellt. Ungewöhnlich im Stil einer italienischen Villa aber mit einer Kuppel statt einem offenen Innenhof.
Frederick Irby 2. Baron Boston baute die Hedsor Folly als Erinnerung an den Sieg Georg III. in der Schlacht bei Waterloo 1815. Neben Georg III. war auch Königin Victoria eine regelmäßige Besucherin.

## Gegenwart
Das Haus liegt in einem 34 Hektar großen Gelände am Ende einer einen Kilometer langen privaten Zufahrt. Der das Haus umgebende Hedsor Park ist ein Grade II geschütztes Denkmal im English Heritage National Register of Historic Parks and Gardens.
In den 1960er Jahren wurde das Haus von International Computers Limited (ICL) für Management-Kurse angemietet. Das Haus wurde zur Übernachtung benutzt und nur die unmittelbare angrenzenden Bereiche gepachtet, der Großteil des Anwesens blieb gesperrt. Das Haus wird jetzt für Firmenveranstaltungen genutzt.

## Filmkulisse
Neben Quartet und Mortdecai wurde das Haus auch in anderen Kino- und Fernsehfilmen als Filmkulisse genutzt. So war es in Der Goldene Kompass und Spooks zu sehen. Es wurde als Weißes Haus in The Special Relationship und Downing Street in Die Triffids eingesetzt. Es wurde für die MTV Reality Show The Girls of Hedsor Hall benutzt. Es ist auch in Jay Seans Musikvideo Down zu sehen.

## Sonstiges
Hedsor House ist als Ort für Hochzeitszeremonien offiziell anerkannt.
2011 wurde Hedsor House zur Nummer zwei der zehn besten Hochzeitsorte von der Times gewählt.
2012 wurde Hedsor House als Tatlers No.1 Top Venue und Vogues Dream Venue und Eventias Event Venue of the Year ausgezeichnet.